# José David Romero
José David Romero (Corrientes, 25 marzo 2003) è un calciatore argentino, attaccante del Tigre in prestito dal Talleres (C).

## Caratteristiche tecniche
È un centravanti.

## Carriera
Cresciuto nel settore giovanile del Talleres (C), debutta in prima squadra il 29 aprile 2021 in occasione dell'incontro di Coppa Sudamericana pareggiato 1-1 contro il Deportes Tolima.

## Statistiche

### Presenze e reti nei club
Statistiche aggiornate al 10 maggio 2025.
| Stagione            | Squadra             | Campionato          | Campionato | Campionato | Coppe nazionali | Coppe nazionali | Coppe nazionali | Coppe continentali | Coppe continentali | Coppe continentali | Altre coppe | Altre coppe | Altre coppe | Totale | Totale |
| Stagione            | Squadra             | Comp                | Pres       | Reti       | Comp            | Pres            | Reti            | Comp               | Pres               | Reti               | Comp        | Pres        | Reti        | Pres   | Reti   |
| ------------------- | ------------------- | ------------------- | ---------- | ---------- | --------------- | --------------- | --------------- | ------------------ | ------------------ | ------------------ | ----------- | ----------- | ----------- | ------ | ------ |
| 2021                | Talleres (C)        | PD                  | 7          | 1          | CA+CdL          | 1+0             | 0               | CS                 | 3                  | 0                  | -           | -           | -           | 11     | 1      |
| 2022                | Talleres (C)        | PD                  | 5          | 1          | CA+CdL          | 0+6             | 0               | CL                 | 2                  | 0                  | -           | -           | -           | 13     | 1      |
| 2023                | Talleres (C)        | PD                  | 9          | 2          | CA+CdL          | 2+5             | 0               | -                  | -                  | -                  | -           | -           | -           | 16     | 2      |
| 2024                | Talleres (C)        | PD                  | 0          | 0          | CA+CdL          | 0+3             | 0               | CL                 | 1                  | 0                  | -           | -           | -           | 4      | 0      |
| Totale Talleres (C) | Totale Talleres (C) | Totale Talleres (C) | 21         | 4          |                 | 17              | 0               |                    | 6                  | 0                  |             | -           | -           | 44     | 4      |
| 2024                | Unión La Calera     | PD                  | 11         | 7          | CC              | -               | -               | -                  | -                  | -                  | -           | -           | -           | 11     | 7      |
| 2025                | Tigre               | PD                  | 8          | 3          | CA              | 0               | 0               | -                  | -                  | -                  | -           | -           | -           | 8      | 3      |
| Totale carriera     | Totale carriera     | Totale carriera     | 40         | 14         |                 | 17              | 0               |                    | 6                  | 0                  |             | -           | -           | 63     | 14     |